# Fat Dog
Fat Dog — англійський музичний гурт, створений у 2020 році в південно-східному Лондоні.

## Історія
Гурт Fat Dog був створений під час пандемії COVID-19.
Задовго до випуску синглів гурт Fat Dog став відомим завдяки своїм бурхливим живим виступам. Гері Райан (Gary Ryan), з музичного журналу New Musical Express, описав їх, як «найшаленіший живий гурт 2023 року».
У 2023 році вони підписали контракт з лейблом Domino Recording Company.
Гурт Fat Dog грав на розігріві у таких гуртів, як Viagra Boys і Yard Act.
Гурт з аншлагом виступив в лондонському музичному закладі Scala під час свого дебютного туру.
Музичне видання DIY Magazine назвало їх «Class of 2024», також гурт виступав на презентаційному шоу видання у 2024 році.
Перший сингл гурту Fat Dog, King of the Slugs, був випущений у серпні 2023 року. Сингл, що поєднує в собі панк і техно, був спродюсований Джо Лавом і Джеймсом Фордом (James Ford) і супроводжувався музичним відео, знятим Діланом Коутсом (Dylan Coates). За версією музичного журналу New Musical Express, пісня посіла 33 місце у списку 50 найкращих пісень 2023 року.
У січні 2024 року вийшов наступний сингл, All The Same, який супроводжувався музичним відео за участю Ніла Белла (Neil Bell). Наступного місяця була випущена реміксована версія All The Same від гурту Mandy, Indiana.
Гурт Fat Dog дебютував у США, виступивши на фестивалі South by Southwest у 2024 році. Вони виступали на фестивалі End of the Road у 2023 році та на фестивалі Borderline у Дубліні в лютому 2024 року. Тур з англійським гуртом Sports Team наприкінці 2022 року став першим туром за участю поточного складу гурту.
Дебютний альбом гурту Fat Dog, WOOF, вийшов 6 вересня 2024 року.

## Музичні впливи
Музику Fat Dog описують як таку, що містить елементи танцювальної музики, панку та клезмера.
Фронтмен гурту, Джо Лав, зазначив, що на звучання гурту вплинула музика з відеогри Serious Sam.

## Учасники гурту
Поточні
- Джо Лав (Joe Love) — вокал і гітара (2020-теперішній час)
- Бен Харріс (Ben Harris) — бас (2020-теперішній час)
- Джонні Хатч (Johnny ‘Doghead’ Hutch) — ударні (2020-теперішній час)
- Кріс Хьюз (Chris Hughes) — клавішні та синтезатори (2022-теперішній час)
- Морган Воллес (Morgan Wallace) — саксофон і клавішні (2022-теперішній час)

Колишні
- Jazz — вокал і клавіші (2020-2022)[24]
- Will — клавішні та синтезатори (2020-2022)

## Дискографія
Сингли
- King of the Slugs (серпень 2023 року)
- All The Same (січень 2024 року)

Альбоми
- WOOF (має вийти 6 вересня 2024 року)